# Страта Реймонда Грема
Страта Реймонда Грема (англ. The Execution of Raymond Graham) — канадський фільм 1985 року.

## Сюжет
Через дві години життя засудженого злочинця Реймонда Грема повинно дійти кінця — він засуджений до смертної кари за вчинене вбивство. Але ці дві години стають нестерпним випробуванням не лише для нього. Безліч людей зачіпає ця страта. Адвокат засудженого все ще намагається добитися відстрочення вироку. Біснується на вулиці натовп. Дві сім'ї не знаходять собі місця в цей момент — сім'я засудженого і сім'я потерпілого. І, звичайно, сам Реймонд Грем, чия відчайдушна бравада змінюється тваринним страхом, коли спливають останні хвилини життя.

## У ролях
- Грем Бекел — Вік Грем
- Джордж Дзундза — тюремний священик
- Джефф Фейгі — Реймонд Грем
- Морган Фрімен — Пратт
- Лінда Гріффітс — Лора Гілер
- Лорі Меткаф — Керол Грем
- Кейт Рід — місіс Грем
- Алан Скарф — губернатор Річардс
- Лоїс Сміт — Мері Ніл
- Йозеф Зоммер — Джим Ніл
- Філіп Стерлінг — Макс Адлер
- Майкл Долан — Річі Ніл
- Ніл Дейнард — Джон Коул
- Курт Рейс — Док Фогель
- Кен Поуг — охоронець Кумбс
- Лінда Горансон — Ейлін О'Брайен